# Ealdgyth av Mercia
Ealdgyth av Mercia, även kallad Aldgyth och Edith, död efter år 1066, var furstinna av Wales 1057-63 och drottning av England 1066. Hon var dotter till greve (earl) Ælfgar av Mercia och gift med Gruffudd ap Llywelyn (d. 1063), regerande furste av det enade Wales, och kung Harold Godwinson av England. Hon var syster till grevarna Eadwine av Mercia och Morcar av Northumbria. 

## Biografi
Ealdgyths far förvisades från England för förräderi 1055. Han återvände med trupper från Irland och slöt förbund med den walesiske fursten Gruffudd ap Llywelyn, kung av Gwynedd (1039–1055), som 1055 hade enat Wales under sitt styre. Tillsammans plundrade de England tills han tilläts efterträda sin far som greve av Mercia omkring 1057. 

### Drottning av Wales
Ealdgyth förmodas ha blivit bortgift med sin fars allierade, Gruffudd ap Llywelyn, vid samma tidpunkt som fadern blev greve av Mercia, omkring år 1057. Hon blev som sådan drottning i det walesiska kungadömena. Hon beskrivs som vacker och älskad av maken. Hon mottog en del land i England vid giftermålet, men den enda egendomen som kan identifieras är Binley i Warwickshire. Hon fick en dotter och möjligen tre söner under sitt första äktenskap. 

### Drottning av England
År 1063 invaderades Wales av Harold Godwinson, vilket ledde till hennes makes död. Även hennes far avled samma år. Ealdgyth blev gift med sin före detta makes fiende Harold Godwinson, men datumet för äktenskapet är okänt: det kan teoretiskt sett ha skett så sent som efter Harolds tronbestigning i januari 1066. De politiska syftet med äktenskapet var att säkra stöd från Mercia åt Godwinsons ambitioner för tronen, och att minska bandet mellan Mercia och norra Wales. Genom sitt andra äktenskap blev Ealdgyth drottning i England. Det är inte känt om hon fick några barn under sitt andra äktenskap, även om det har föreslagits att Harolds son Harold var hennes. 
I oktober 1066 besegrades och dödades Harold i Slaget vid Hastings av Wilhelm Erövraren, som besteg Englands tron. Så snart nyheterna om Harolds död blev kända hämtades Ealdgyth från London av sina bröder, som förde henne till Chester. Hon försvann därefter från offentligheten och hennes vidare liv är okänt.    